# Korean Air-vlucht 007

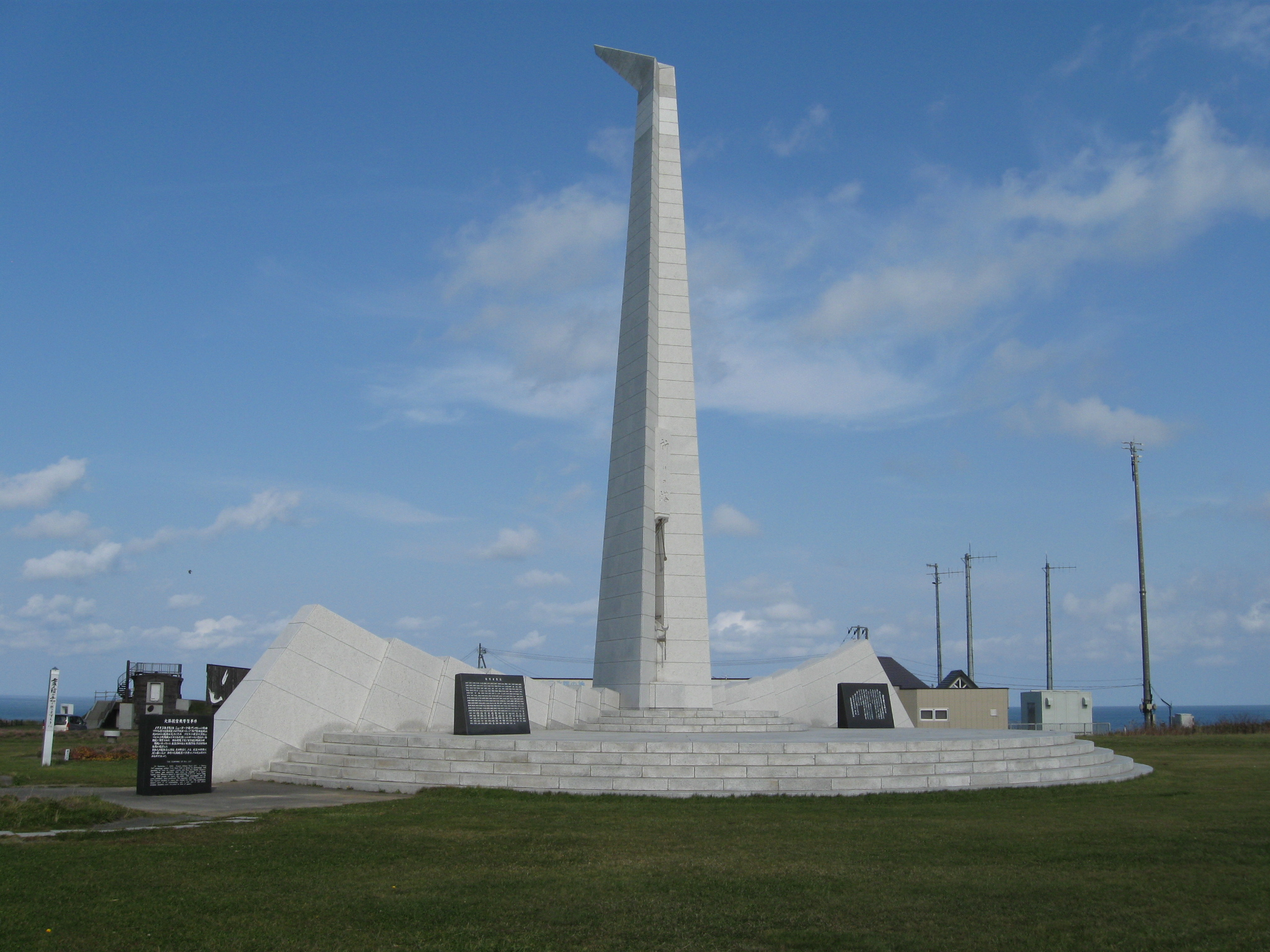
Monument

Op 1 september 1983 kwam Korean Air-vlucht 007, ook bekend als KAL 007 of KE007, die vanuit New York met een tussenstop in Anchorage op weg was naar Seoel, door een navigatiefout in een verboden deel van het luchtruim van de Sovjet-Unie terecht. Hierop werd het vliegtuig iets ten westen van het eiland Sachalin door vier straaljagers gevolgd en door een Soechoj Soe-15 met een K-5-raket neergeschoten, op 55 kilometer van het eiland Moneron. Het toestel, een Boeing 747, vervoerde 240 passagiers en 29 bemanningsleden, onder wie het Amerikaans congreslid Larry McDonald. Er waren geen overlevenden.
De Sovjet-Unie verklaarde dat men niet wist dat het een burgertoestel was en veronderstelde dat het toestel het luchtruim van de Sovjet-Unie binnendrong om te provoceren en om hun reactietijd te testen. Het neerschieten van dit toestel veroorzaakte wereldwijd een storm van protest, zeker vanuit de Verenigde Staten. Dit incident leidde ertoe dat president Ronald Reagan de gps-technologie vrijgaf voor civiel gebruik.

## Slachtoffers
| Nationaliteit          | Aantal slachtoffers |
| ---------------------- | ------------------- |
| Zuid-Korea             | 105                 |
| Verenigde Staten       | 62                  |
| Japan                  | 28                  |
| Taiwan                 | 23                  |
| Filipijnen             | 16                  |
| Hongkong               | 12                  |
| Canada                 | 8                   |
| Thailand               | 5                   |
| Australië              | 2                   |
| Verenigd Koninkrijk    | 2                   |
| Dominicaanse Republiek | 1                   |
| India                  | 1                   |
| Iran                   | 1                   |
| Marokko                | 1                   |
| Zweden                 | 1                   |
| Vietnam                | 1                   |
| Totaal                 | 269                 |

## Vergelijkbare rampen
- 27 juli 1955 - El Al-vlucht 402, een Lockheed Constellation van El Al, wordt ten noorden van Petritsj neergeschoten door twee Bulgaarse MIG 15-jachtvliegtuigen, waarbij alle 58 inzittenden om het leven komen.[3]
- 20 april 1978 - Korean Air-vlucht 902, een Boeing 707-321B van Korean Air, wordt boven noordelijk Karelië geraakt door een R-60 lucht-luchtraket van een Soechoj Soe-15-onderscheppingsjager van de Sovjet-Unie, waarbij 2 van de 109 inzittenden om het leven komen.[4]
- 27 juni 1980 - Aerolinee Itavia-vlucht 870, een Douglas DC-9 van Aerolinee Itavia, stort noordelijk van Sicilië in de Tyrreense Zee, waarbij alle 81 inzittenden om het leven komen. Het vliegtuig werd mogelijk neergehaald door een lucht-luchtraket van een Frans jachtvliegtuig.[5]